# Calama (Numídia)
Calama fou una colònia a la província romana de Numídia situada on ara es troba Guelma a Algèria.
G. Mokhtar la situa dins de la província romana d'Africa Proconsularis, a l'est de Numídia, però en general es creu que era a Numídia, una província creada probablement el 198-199.

## Història
Calama fou fundada pels fenicis; l'anomenaren Malaka, semblant a la seua colònia Malake (en púnic: MLKʾ) a Màlaga, estat espanyol. Malaka era dins el Regne amazic de Numídia. Quan aquesta àrea caigué més tard sota el domini romà, la ciutat va passar a dir-se Calama. Entre la República tardana i l'imperi primerenc, fou governada per una magistratura bessona de súfets d'inspiració púnica.
Si Calama és idèntica a la ciutat de Suthul que el general romà Aulus Postumi Albí va intentar sense èxit d'envair l'any 110 abans de la nostra era (batalla de Suthul), és encara en disputa: alguns ho neguen i altres ho afirmen amb cautela.
En el segle i, Calama, aleshores dins la província romana de Numídia, esdevingué un important centre urbà. Se li donà el rang de municipium romà ja en temps d'Hadrià, i de colònia més tard. La ciutat va ser patrocinada per Víbia Aurèlia Sabina, germana de l'emperador Còmmode (finals del segle ii). Calama era, amb Sitifis i Hippo Regius o Hipona (Annaba), un dels graners de Roma en els segles II i III. Amb Septimi Sever, Calama fou una de les urbs més pròsperes de l'Imperi romà, amb termes i un gran teatre.
Calama fou més tard un bisbat cristià, quatre dels bisbes del qual es nomenen en documents:
- Donat (que no s'ha de confondre amb Donat II el Gran) fou acusat en un concili del 305 d'haver lliurat les sagrades escriptures durant la persecució de Deci.
- Megali ordenà com bisbe sant Agustí el 395 i va morir el 397.
- Sant Possidi, triat l'any de la mort de Megali, assistí a la conferència conjunta de Cartago (411) amb els bisbes donatistes.
- Quodvultdeus fou un dels bisbes catòlics a qui Huneric convocà a Cartago el 484 i després va exiliar.[14][15][16]

Possidi va escriure la primera biografia d'Agustí d'Hipona, en què explica que ell mateix formava part del clergat del monestir d'Agustí quan fou nomenat bisbe de Calama. Quan Calama caigué en mans del rei vàndal Genseric el 429, Possidi es refugià amb Agustí dins la ciutat emmurallada d'Hippo Regius. Va estar present en la mort d'Agustí, el 430.
Calama, que ja no és pas un bisbat, encara figura hui en la llista de l'Església Catòlica com a seu titular. Els vàndals van destruir parcialment Calama i van derrotar el comte Bonifaci a prop de la ciutat, el 431.(11) Després de ser conquerida Numídia per l'Imperi Romà d'Orient, Salomó (un general de Justinià I) hi va construir una fortalesa entre 539 i 554. La població de Calama era totalment cristiana en els segles VI i VII. Amb l'expansió de l'islam, s'extingí el domini romà d'Orient de Calama (alguns cristians van sobreviure fins al segle IX) i Calama va desaparéixer al voltant del segle ix.

### Restes arqueològiques
- Teatre. És difícil reconstruir la planta i l'aspecte general del teatre romà. Un altre monument important descobert són els banys públics. El teatre fou construït en el primer o segon any del segle iii gràcies a Annia Aelia Restituta, una ciutadana que hi va gastar 400.000 sestercis. Pràcticament el van reconstruir, entre el 1902 i 1918, després d'haver servit com a pedrera. És en un pendent, i té 58.05 m d'ample. Va ser construït amb un nucli de maçoneria revestit amb carreus. Les graderies de seients pràcticament havien desaparegut. L'orquestra estava pavimentada amb marbre. Darrere l'escenari, flanquejat per dues cambres rectangulars, un pòrtic amb columnes formava una façana.[21]

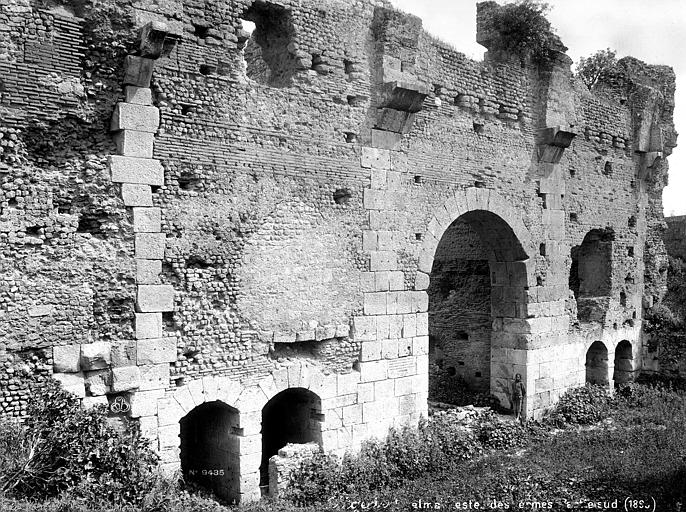
Termes romanes de Calama

- Banys. Les termes públiques romanes es van construir amb enderrocs i es revestiren amb carreus i rajola. Poden datar del segle ii. Només una gran cambra rectangular (22 x 14 m), sens dubte el tepidarium, es pot descriure; donava a altres estances i a l'exterior per 11 corredors. Aquests banys eren dins la fortalesa romana d'Orient, construïda sobre un recinte anterior i defensada per 13 torres. Feia 278 x 219 m.
- Fòrum. L'existència d'un fòrum està testificada per una inscripció. També queden restes de porxos, un petit santuari a Neptú, aljubs i, als afores del poble, una església cristiana. El 1953 s'hi va descobrir un tresor de 7.499 monedes, quasi totes de la Seca de Roma; la més recent data de principis del 257. Se suposa que el tresor fou soterrat a causa dels avalots. La majoria dels objectes antics recuperats a Calama i de la zona es conserven al Museu de Guelma.
- Ciutadella i muralles. Entre les ruïnes també hi ha una ciutadella romana d'Orient i muralles construïdes pel patrici romà d'Orient Salomó durant la reocupació romana d'Orient.[22]